# Saint-Louis-du-Sud
Saint-Louis-du-Sud este o comună din arondismentul Aquin, departamentul Sud, Haiti, cu o suprafață de 185,71 km2 și o populație de 59.042 locuitori (2009).